# Борис Годунов (фільм, 1986)
«Борис Годунов» (рос. «Борис Годунов») — радянський художній фільм 1986 року, режисера Сергія Бондарчука. Екранізація однойменної історичної трагедії О. С. Пушкіна

## Сюжет
Дія відбувається в Росії і Польщі на рубежі XVI і XVII століть. Показані часи царювання Бориса Годунова, його сина Федора і прихід до влади Лжедмитрія I. Після смерті недоумкуватого царя Федора Івановича на Московський трон за рішенням Земського собору сходить Борис Годунов, який ще при Івані Грозному за допомогою інтриг, союзів і вдалого шлюбу своєї сестри Ірини з царевичем Федором придбав великий вплив і владу при дворі. Але раптово з'являється новий претендент на престол — хтось, хто видає себе за молодшого сина Грозного царевича Димитрія, офіційно загиблого в Угличі в 1591 році. Самозванець оголошується в Польщі і, отримавши підтримку князя Вишневецького, сандомирского воєводи Мнішека і його дочки, прекрасної Марини, повертається в Росію. Незважаючи на те, що і церква, і Василь Шуйський, який розслідував обставини загибелі Димитрія в Угличі, заперечують автентичність царевича, він, наближаючись до Москви, набуває все більшої популярності у народу і стає реальною загрозою для царя Бориса. Хто ж він насправді — зухвалий авантюрист, істинний царевич або привид, що з'явився помститися за давно забутий злочин?

## У ролях
- Сергій Бондарчук —  Борис Годунов
- Олександр Соловйов —  Григорій Отреп'єв, Лжедмитрій I
- Анатолій Ромашин —  Василь Шуйський
- Анатолій Васильєв —  Петро Басманов
- Адріана Беджиньська —  Марина Мнішек
- Євген Самойлов —  Пимен, чернець Чудова монастиря
- Роман Філіппов —  Патріарх Йов
- В'ячеслав Бутенко — Іван Воротинський
- Олена Бондарчук —  царівна Ксенія Годунова
- Геннадій Митрофанов —  юродивий
- Валерій Сторожик —  князь Дмитро Курбський
- Юрій Лазарєв —  Гаврило Пушкін
- Володимир Сєдов —  Афанасій Пушкін
- Георгій Бурков —  Варлаам, бродяга-чернець
- Вадим Александров —  Мисаїл, бродяга-чернець
- Ірина Скобцева —  господиня корчми
- Кіра Головко —  мамка Ксенії
- Людмила Коршакова —  цариця Марія Скуратова
- Федір Бондарчук —  царевич Федір Годунов
- Генрик Махалиця —  Юрій Мнішек
- Ольгерд Лукашевич —  Микола Черніковський, польський єзуїт
- Маріан Дзендзель —  Адам Вишневецький
- Володимир Новиков —  Семен Годунов
- Віктор Яковлєв —  Василь Щелкалов
- Олег Михайлов —  Федір Мстиславський
- Борис Хімічев —  Василь Мосальский, боярин
- Олександр Титоренко —  Жак Маржерет, капітан
- Норберт Кухінке —  Вальтер Розен, капітан
- Віктор Смирнов —  Рожнов, московський дворянин
- Юрій Шерстньов —  Іван Карела, донський козак
- Володимир Ферапонтов —  Хрущов, боярин
- Юрій Матюхін —  царевич Дмитро
- Валерій Шептекіта —  Пафнутій, ігумен Чудова монастиря
- Галина Дьоміна —  стара
- Іван Лапиков —  старий сліпець
- Божена Міллер-Малецька —  придворна дама
- Людмила Шевель — епізод
- Георгій Дворніков — епізод
- Віктор Мамаєв — епізод
- Олександр Сайко —  другий пристав
- Микола Єрофєєв —  перший пристав
- Юрій Платонов —  протодиякон
- Олег Федоров —  вершник
- Василь Фунтиков — епізод
- Людмила Полякова —  жінка з немовлям
- Едуард Кошман —  Наум Плещеєв, боярин
- Валерій Долженков —  епізод

## Знімальна група
- Режисер — Сергій Бондарчук
- Сценарист — Сергій Бондарчук
- Оператор — Вадим Юсов
- Художник-постановник — Володимир Аронін
- Художник по костюмах — Лідія Нові
- Художник-декоратор — Володимир Мурзін
- Звукорежисер — Олександр Погосян
- Композитор — В'ячеслав Овчинников
- Консультант по історичному костюму Марія Мерцалова